# Perewiaska
Perewiaska (Vormela) – rodzaj ssaków z podrodziny Ictonychinae w obrębie rodziny łasicowatych (Mustelidae). 

## Zasięg występowania
Rodzaj obejmuje jeden żyjący współcześnie gatunek występujący w Eurazji. 

## Morfologia
Długość ciała (bez ogona) 28,8–47,7 cm, długość ogona 15,5–17,8 cm; masa ciała 295–715 g. 

## Systematyka
Rodzaj zdefiniował w 1884 roku niemiecki ornitolog Wilhelm Blasius w artykule poświęconym japońskim łasicowatym opublikowanym na łamach Bericht der Naturforschenden Gesellschaft in Bemberg. Gatunkiem typowym jest (oznaczenie monotypowe) perewiaska marmurkowa (V. peregusna).

### Etymologia
- Vormela: niem. wormlein ‘perewiaska’[8].
- Pliovormela: pliocen; rodzaj Vormela Blasius, 1884[9]. Gatunek typowy: †Mustela beremendensis Petényi, 1856.

### Podział systematyczny
Do rodzaju należy jeden występujący współcześnie gatunek: 
- Vormela peregusna (Güldenstädt, 1770) – perewiaska marmurkowa

Opisano również możliwe gatunki wymarłe:
- Vormela beremendensis (Petényi, 1856)[12] (Europa; pliocen)
- Vormela petenyii Kretzoi, 1942[13] (Europa; plejstocen).